# Estación de Mataporquera
Mataporquera es una estación ferroviaria situada en el municipio español de Valdeolea, en la comunidad autónoma de Cantabria. Dispone de servicios de Media Distancia de ancho ibérico y Regionales de ancho métrico. Destaca por el amplio tráfico de trenes de mercancías debido a que cumple funciones logísticas.
La estación consta de dos instalaciones independientes, pero gestionadas de forma conjunta por Adif: una estación para la línea de ancho métrico Bilbao-León (anteriormente perteneciente a FEVE) y otra para la línea de ancho ibérico Palencia-Santander, ambas con la misma numeración de estación.

## Situación ferroviaria
La estación de ancho ibérico se encuentra en el punto kilométrico 406,970 de la línea férrea Palencia-Santander a 917,70 metros de altitud, entre las estaciones de Quintanilla de las Torres y Reinosa. Históricamente dicho kilometraje se corresponde con el trazado Madrid-Santander por Palencia y Alar del Rey.
La estación de ancho métrico se encuentra en el punto kilométrico 151,961 de la línea férrea de Bilbao a La Robla y León a 914,00 metros de altitud, entre las estaciones de Los Carabeos y Salinas de Pisuerga.

## Historia
La estación de ancho ibérico fue abierta al tráfico el 27 de abril de 1857 con la apertura del tramo Alar-Reinosa de la línea que pretendía unir Alar con Santander. Su construcción fue obra de la Compañía del Ferrocarril de Isabel II que en 1871 pasó a llamarse Nueva Compañía del Ferrocarril de Alar a Santander ya que el acceso al trono de Amadeo de Saboya hacía poco recomendable el anterior nombre. Mientras se producía la construcción de la línea, la Compañía de los Caminos de Hierro del Norte de España por su parte había logrado alcanzar Alar por el sur uniéndola así a su red que incluía conexiones con Madrid y que se dirigía a buen ritmo a la frontera francesa. En dicho contexto la línea a Santander era más que apetecible para la compañía que finalmente se hizo con ella en 1874. Norte mantuvo la titularidad de la estación hasta que en 1941 se decretó la nacionalización del ferrocarril de ancho ibérico en España y la misma fue integrada en la recién creada RENFE. Desde el 31 de diciembre de 2004, Renfe Operadora explota la línea mientras que Adif es la titular de las instalaciones ferroviarias.
En cuanto a la estación de ancho métrico, fue inaugurada el 14 de septiembre de 1894 con la apertura del tramo Cistierna-Sotocueva de la línea que buscaba enlazar La Robla con Bilbao. Su construcción corrió a cargo de la Compañía del Ferrocarril Hullero de la Robla a Valmaseda. La línea y la estación pasaron a estar gestionadas por FEVE el 6 de enero de 1972, la cual se encargó tanto de la infraestructura como de la explotación ferroviaria. La línea suspendió su servicio de pasajeros entre 1991 y 1994, debido al elevado déficit de explotación. Su reapertura se llevó cabo por el acuerdo entre FEVE y la Junta de Castilla y León para que esta última asumiera los déficits de la línea, lo que supuso la vuelta de los servicios de pasajeros. Feve mantuvo la gestión hasta el 1 de enero de 2013, cuando, debido a su disolución, la titularidad de la infraestructura pasó a manos de Adif y los servicios ferroviarios a Renfe Operadora, a través de su división Renfe Cercanías AM.

## La estación
El complejo ferroviario está ubicado al este del núcleo urbano. En la zona de ancho ibérico posee un amplio edificio para viajeros de base rectangular y dos alturas que se complementa con dos anexos laterales de planta baja. Cuenta con dos andenes, uno lateral, cubierto parcialmente con una marquesina metálica adosada y otro central sin cubrir. Dispone de un total de nueve vías de las cuales tienen acceso a andén la 4 (andén lateral) y la 2 y la 1 (andén central). El resto de las vías cumple funciones logísticas y son habitualmente usadas por los trenes de mercancías.
La instalación de ancho métrico consta de un edificio de viajeros de 3 alturas en su núcleo central y dos alturas en sus alas laterales. Dispone de un total de 5 vías: 3 con acceso mediante andén (2 andenes: uno lateral y otro central) y otras 2 vías cuyas funciones son logísticas y de apartado de trenes de mercancías.

## Servicios ferroviarios

### Media Distancia
A pesar de ser una estación con un intenso tráfico, el servicio de viajeros es bastante escaso, con sólo dos líneas con baja frecuencia. Solo los trenes de Media Distancia que unen Valladolid con Santander y los que unen Bilbao con Léon tienen parada en la estación. La frecuencia es de dos y un trenes diarios en cada sentido, respectivamente.
| Línea MD | Servicio        | Origen/Destino          | Paradas intermedias | Destino/Origen |
| -------- | --------------- | ----------------------- | --- | -------------- |
| 20       | Regional Exprés | Valladolid-Campo Grande | Valladolid-Universidad · Cabezón de Pisuerga · Corcos-Aguilarejo · Cubillas de Santa Marta · Dueñas · Venta de Baños · Palencia · Monzón de Campos · El Carrión · Amusco · Piña · Frómista · Osorno · Espinosa de Villagonzalo · Herrera de Pisuerga · Alar del Rey · Mave · Aguilar de Campoo · Quintanilla de las Torres · Mataporquera · Reinosa · Bárcena · Los Corrales de Buelna · Torrelavega · Renedo · Maliaño · Valdecilla | Santander      |
|          | Regional        | Bilbao Concordia        | Amézola · Basurto Hospital · Zorroza-Zorrozgoiti · Iráuregui · Zaramillo · Sodupe · Aranguren · Aranguren Apeadero · Zalla · Valmaseda · Arla-Berrón · Ungo-Nava · Mercadillo · Cadagua · Bercedo-Montija · Quintana · Espinosa de los Monteros · Redondo · Sotoscueva · Pedrosa · Dosante Cidad · Robredo Ahedo · Soncillo · Cabañas de Virtus · Arija · Llano · Las Rozas · Montes Claros · Los Carabeos · Mataporquera · Cillamayor · Salinas de Pisuerga · Vado Cervera · Castrejón de la Peña · Villaverde-Tarilonte · Santibañez de la Peña · Guardo-Apeadero · Guardo · La Espina · Valcuende · Puente Almuhey · Cerezal de la Guzpeña · Prado de la Guzpeña · La Llama de la Guzpeña · Valle de las Casas · Sorriba · Cistierna · La Ercina · Boñar · La Vecilla · Matallana · San Feliz · Asunción/Universidad | León-Matallana |